# Онтиверос, Люпе
Люпе Онтиверос (англ. Lupe Ontiveros; 17 сентября 1942, Эль-Пасо, Техас — 26 июля 2012, Уиттиер, Калифорния) — американская актриса театра, кино и телевидения, которая за свою карьеру появилась в более чем пятидесяти фильмах и сериалах.

## Жизнь и карьера
Родилась как Гваделупе Морено в городе Эль-Пасо, штат Техас.
Онтиверос выиграла премию Национального совета кинокритиков США за роль в фильме 2000 года «Чак и Бак», а также была номинирована на «Независимый дух» за лучшую женскую роль второго плана. Она получила приз кинофестиваля «Сандэнс» за роль в фильме «Настоящие женщины всегда в теле» в 2002 году. Она также известна по ролям в фильмах «Моя семья», «Селена» и «Лучше не бывает».
На телевидении она наиболее известна по роли Хуаниты Солис в телесериале «Отчаянные домохозяйки», которая принесла ей номинацию на премию «Эмми» в 2005 году. Она также снялась в сериале «Пасадена» в 2001 году и появилась в таких сериалах как «Блюз Хилл стрит», «Дневники Красной Туфельки», «Реба» и т. д.
Актриса умерла 26 июля 2012 года в возрасте 69 лет после борьбы с раком печени.

## Избранная фильмография
| Год       |   | Русское название      | Оригинальное название | Роль          |
| --------- | - | --------------------- | --------------------- | ------------- |
| 2004—2012 | с | Отчаянные домохозяйки | Desperate Housewives  | Хуанита Солис |